# Shelton Benjamin
Shelton Benjamin (ur. 9 lipca 1975 w Orangeburgu) – amerykański wrestler najbardziej znany ze swojego pobytu w World Wrestling Entertainment (WWE). Jest byłym posiadaczem pasa WWE United States Championship.
Jako amatorski zapaśnik, uczęszczał na University of Minnesota. Trenował w federacji rozwojowej Ohio Valley Wrestling. W brandzie WWE SmackDown! przez prawie rok był United States Championem. Zdobył także WWE Intercontinental Championship, WWE Tag Team Championship oraz OVW Southern Tag Team Championship.
Był także asystentem trenera amatorskich zapasów. 22 kwietnia 2010 został zwolniony z WWE. Występował w Ring of Honor, lecz wrócił do federacji w 2017 roku.

## Tytuły i osiągnięcia
Ohio Valley Wrestling
- OVW Southern Tag Team Championship (4 razy)

World Wrestling Entertainment
- WWE Intercontinental Championship (3 razy)
- WWE Tag Team Championship (3 razy)
- WWE United States Championship (3 raz)

Pro Wrestling Illustrated
- PWI Tag Team Roku (2003)